# Cité Leroy (Paris)
La cité Leroy est une voie du 20e arrondissement de Paris, en France.

## Situation et accès
La cité Leroy est une voie privée située dans le 20e arrondissement de Paris. Elle débute au 19, villa de l'Ermitage et se termine en impasse.

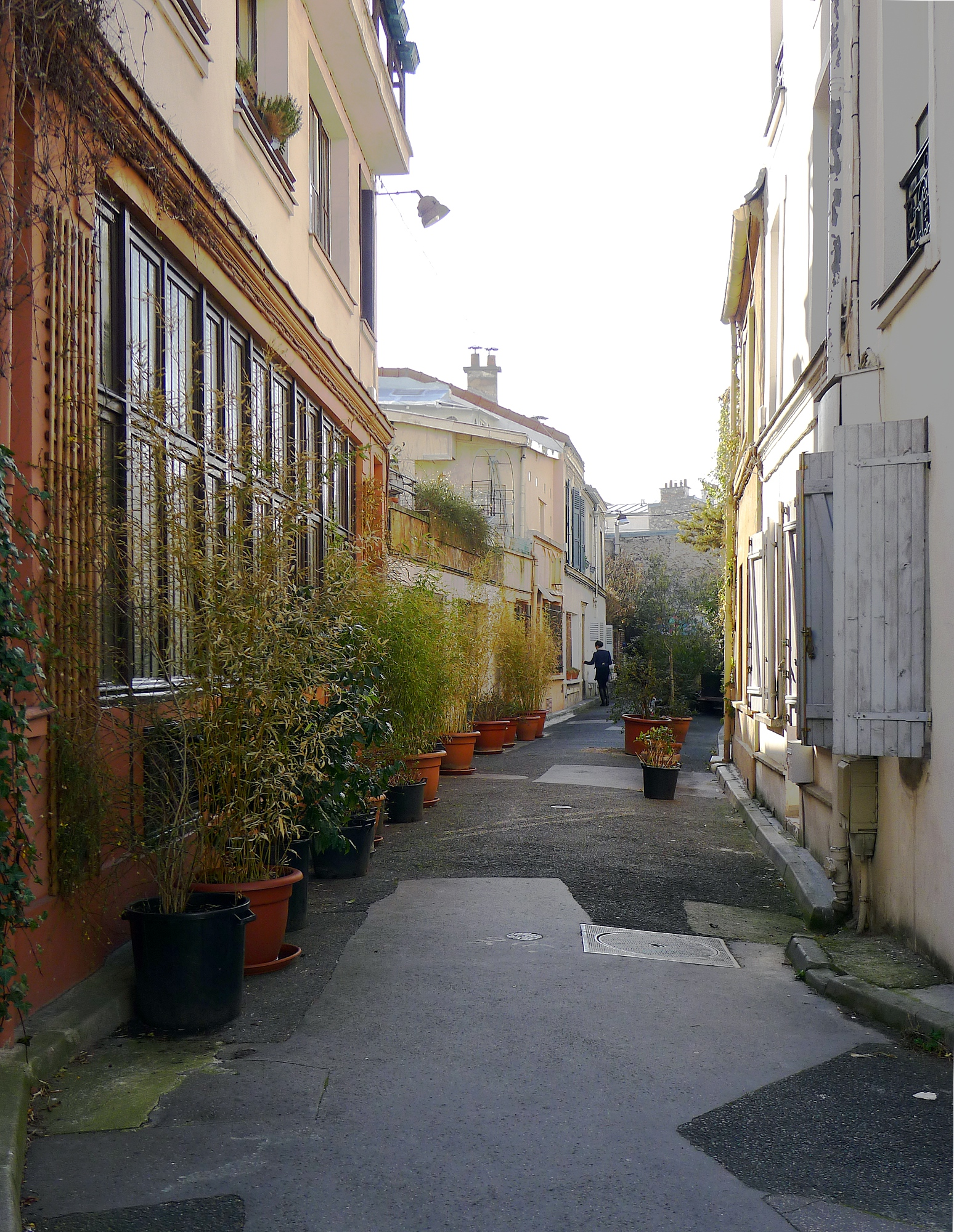
Les maisons particulières de la cité.

## Origine du nom
La voie tire son nom de celui du propriétaire des terrains sur lesquels elle a été ouverte.

## Historique
La cité Leroy et sa voisine, la cité de l'Ermitage, sont deux îlots bâtis en 1869 dans l’esprit de village d'alors. 
La cité Leroy trouve son origine en 1869 avec le percement de la rue des Pyrénées par Michel Leroy, gravetier de profession. Trois acquéreurs se partageront ce terrain : Rouvière, 121 mètres carrés ; Berty, 42 mètres carrés et Leroy, 1 431 mètres carrés. Cette dernière parcelle comprend une fosse d'aisance (qui se révèle vite sous-dimensionnée) et un puits dont l'usage est partagé entre les trois parcelles.
En 1884, une pétition des habitants est déposée auprès de la Ville de Paris pour contraindre Leroy à demander le rattachement au tout-à-l'égout en raison des odeurs et de l'insalubrité autour de la fosse d'aisance. Elle est ouverte à la circulation publique par un arrêté du 23 juin 1959 et sera rattachée au tout-à-l'égout par un arrêté du 4 décembre 1970.
En 1992, la Ville de Paris envisage la disparition des trois quarts de la cité pour laisser place à un projet de 130 logements, ce qui suscite la mobilisation des riverains. La fragilité du sol vient également compromettre le projet.
Une autre proposition de six nouvelles constructions a lieu en 2000 mais est de nouveau rejetée par les habitants soutenus par la mairie d'arrondissement. Un jardin partagé finit par être aménagé en bordure de la parcelle convoitée par les promoteurs.